# Haverstraw (villa)

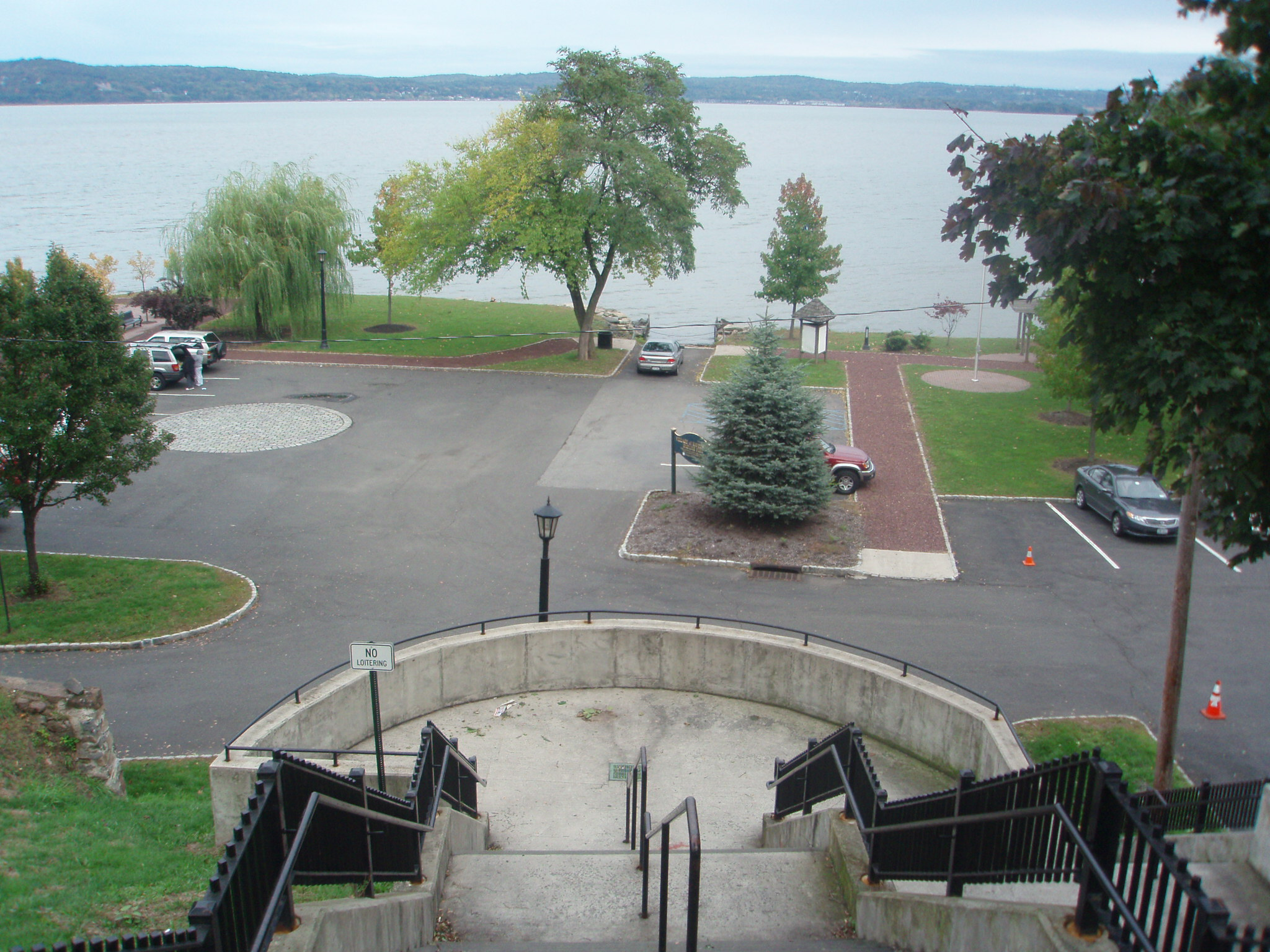
Haverstraw Waterfront Promenade Park

Haverstraw es una villa situada en el condado de Rockland, estado de Nueva York, Estados Unidos. Según el censo de 2020, tiene una población de 12 323 habitantes.
Forma parte del municipio (en inglés, town) de Haverstraw.
El 71.07% de la población es de origen hispano o latino, por lo que abundan los restaurantes caribeños y mexicanos.

## Geografía
La localidad está ubicada en las coordenadas 41°10′42″N 73°56′36″O / 41.17833, -73.94333 (41.178245, -73.943331). Según la Oficina del Censo, tiene un área total de 13.06 km², de la cual 5.14 km² es tierra y 7.92 km² es agua.

## Demografía
Según la Oficina del Censo, en 2000 los ingresos medios de los hogares de la localidad eran de $42,683 y los ingresos medios de las familias eran de $44,881. Los hombres tenían unos ingresos medios de $31,503 frente a $27,207 para las mujeres. Los ingresos per cápita eran de $15,442. Alrededor del 16.9% de la población estaba por debajo del umbral de pobreza.
De acuerdo con la estimación 2015-2019 de la Oficina del Censo, los ingresos medios de los hogares de la localidad son de $63,191 y los ingresos medios de las familias son de $74,490. Los ingresos per cápita en los últimos doce meses, medidos en dólares de 2019, son de $28,479. Alrededor del 14.4% de la población está por debajo del umbral de pobreza.
Según el censo de 2020, el 23.88% de la población son blancos, el 10.10% son afroamericanos, el 2.31% son asiáticos, el 1.66% son amerindios, el 0.10% son isleños del Pacífico, el 43.97% son de otras razas y el 17.97% son de una mezcla de razas. Del total de la población, el 71.07% son hispanos o latinos de cualquier raza.